# Ards Football Club
El Ards Football Club es un club de fútbol de Irlanda del Norte, con sede en Newtownards, Condado de Down. Fue fundado en el año 1900, y compite en la NIFL Championship, segunda categoría del fútbol norirlandés.

## Historia
Fue fundado en el año 1900 en la ciudad de Newtownards, aunque sus partidos los juega en la ciudad de Ballyclare, compartiendo el estadio con el equipo de la ciudad Ballyclare Comrades. Dejaron de jugar en su estadio, el Castlereagh Park en 1998 para tener más solvencia para cancelar las deudas.
Solamente ha sido campeón de liga en 1 ocasión y 18 torneos de copa locales. Ha participado en 5 torneos continentales, donde nunca ha podido superar la Primera Ronda.

## Entrenadores
- Tom Adamson (1935)
- George Eastham Sr. (1953-59)
- Len Graham (1959-60)
- Tommy Ewing (1960-63)
- George Eastham Sr. (1964-60)
- Billy Humphries (1970-78)
- Billy Humphries (1980-82)
- Roy Coyle (1991-92)
- Tommy Cassidy (1997-99)
- Trevor Anderson (1999-01)
- Tommy Kincaid (2006-10)
- Justin McBride (2010-11)
- Niall Currie (2011-16)
- Colin Nixon (2017-19)
- Warren Feeney (2019)
- John Bailie (2019-22)
- Matthew Tipton (2022-23)
- John Bailie (2024-)

## Palmarés

### Torneos nacionales
- Liga de Irlanda del Norte (1): 1957-58
- Copa de Irlanda del Norte (4): 1926-27, 1951-52, 1968-69, 1973-74
- Copa de la Liga de Irlanda del Norte (1): 1994-95
- Gold Cup (2): 1953-54, 1973-74
- Copa Ulster (1): 1973-74
- Segunda División (4): 1957-58, 2000-01, 2012-13, 2015-16
- Blaxnit Cup (1): 1955-56, 1971-72, 1993-94

### Torneos regionales
- County Antrim Shield (3): 1955-56, 1971-72, 1993-94
- Steel & Sons Cup (1): 2008-09

## Participación en competiciones de la UEFA
| Temporada | Torneo                    | Ronda            | Club              | Casa | Visita | Global |
| --------- | ------------------------- | ---------------- | ----------------- | ---- | ------ | ------ |
| 1958-59   | Copa de Europa            | Ronda preliminar | Stade de Reims    | 1-4  | 2-6    | 3-10   |
| 1969-70   | Recopa de Europa          | Primera ronda    | Roma              | 0-0  | 1-3    | 1-3    |
| 1973-74   | Copa de la UEFA           | Primera ronda    | Standard de Lieja | 3-2  | 1-6    | 4-8    |
| 1974-75   | Recopa de Europa          | Primera ronda    | PSV Eindhoven     | 1-4  | 0-10   | 1-14   |
| 1997      | Copa Intertoto de la UEFA | Grupo 3          | Royal Antwerp     | 0-1  |        | 5.°    |
| 1997      | Copa Intertoto de la UEFA | Grupo 3          | Nea Salamina      |      | 1-4    | 5.°    |
| 1997      | Copa Intertoto de la UEFA | Grupo 3          | Auxerre           | 0-3  |        | 5.°    |
| 1997      | Copa Intertoto de la UEFA | Grupo 3          | Lausana-Sport     |      | 0-6    | 5.°    |